# Ethan Zuckerman
Ethan Zuckerman (4 de enero de 1972) es un estudioso de los medios de comunicación de masas, bloguero y ciberactivista estadounidense. Es el director del Center for Civic Media del MIT.

## Biografía
Ethan Zuckerman se graduó en el Williams College, situado en Williamstown (Massachusetts), vivió un año en Acra (Ghana) gracias al Programa Fulbright, y actualmente reside en Lanesborough (Massachusetts).
Zuckerman fue uno de los primeros miembros del equipo de Tripod.com, una de las primeras empresas «punto com» exitosas, y fue fundador, más tarde, de Geekcorps y Global Voices Online. Gracias a su trabajo en Geekcorps, ganó en 2002 el premio de la publicación Technology Review del MIT en la categoría de tecnología al servicio de la humanidad.
Zuckerman ha sido investigador senior (senior researcher) en Berkman Center for Internet & Society, centro donde ya era miembro. Del trabajo realizado con esta entidad destaca la investigación en la atención de la prensa mundial, así como la cofundación de Global Voices Online, con Rebecca MacKinnon, y de la herramienta de análisis de la cobertura de los medios de comunicación estadounidenses Media Cloud. También fue colaborador de Worldchanging, donde ejerció de presidente del consejo administrativo.
En enero de 2007 entró a formar parte del Consejo Asesor de la Fundación Wikimedia. En 2008 acuñó la teoría conocida en inglés como cute cat theory of digital activism, que postula que la mayoría de la gente no está interesada en el ciberactivismo, pero en cambio quiere utilizar Internet para las actividades mundanas, como consumir pornografía y lolcats (cute cats). En 2011 fue incluido por la revista Foreign Policy en la lista anual de los pensadores más destacados del mundo, donde tuvo la «mejor idea»: "El mundo no es plano y la globalización es sólo el principio, lo que significa que tenemos tiempo para cambiar lo que estamos haciendo y hacerlo bien ». En septiembre del mismo año fue nombrado director del Center for Civic Media del MIT.
Zuckerman es el consejo de administración de Ushahidi, Global Voices Online, y la empresa ghanesa sin ánimo de lucro PenPlusBytes.